# Покрајински секретаријат за културу, јавно информисање и односе с верским заједницама
Покрајински секретаријат за културу, јавно информисање и односе с верским заједницама је један од покрајинских секретаријата Покрајинске владе Војводине. Тренутни покрајински секретар је Александра Ћирић Бошковић.

## Надлежности
Покрајински секретаријат за културу, јавно информисање и односе с верским заједницама, у складу са законима и осталим прописима је надлежна за:
- обављање послова Покрајинске управе у области културе, заштите културних добара, кинематографије, задужбина, фондова и фондација, библиотечке делатности, издавања публикација, међурегионалне сарадње у области културе, као и заштите права интелектуалне својине у области културе, који се односе на припремање аката Скупштине или Покрајинске владе којима се:
  - оснивају установе у области културе
  - утврђују потребе и интерес грађана на територији АП Војводине у области културе
  - уређују потребе и интерес у области културе националних мањина - националних заједница и обезбеђују средства за њихово остваривање
  - оснивају архиви, музеји, библиотеке, позоришта, заводи и друге установе у области културе и врше оснивачка права над њима
  - предлаже део Стратегије културног развоја Републике Србије за територију АП Војводине
  - утврђује програм културног развоја АП Војводине, у складу са Стратегијом културног развоја Републике Србије
  - утврђују награде и уређује начин и поступак њихове доделе за подстицај културног стваралаштва у појединим областима културе, односно за посебан допринос у области културног стваралаштва
  - обезбеђују средства за рад, инвестиционо и текуће одржавање, односно за финансирање дела програма установа културе, чији је оснивач АП Војводина
  - утврђују мерила, критеријуми и поступак доделе средстава за установе и организације чији оснивач није АП Војводина, а које доприносе развоју културе и уметности у АП Војводини, или обезбеђују развој културе националних мањина - националних заједница и припремају акта којима се обезбеђују средства за њихов рад, инвестиционо и текуће одржавање и опремање, односно програме
  - прописују допунски услови за рад Архива Војводине у Новом Саду, Библиотеке Матице српске у Новом Саду, Музеја Војводине у Новом Саду, Музеја савремене ликовне уметности у Новом Саду и Позоришног музеја Војводине
  - утврђује испуњеност услова за почетак рада и обављање делатности установа заштите културе на територији АП Војводине
- обављање извршне, стручне и развојне послове покрајинске управе и врши надзор ради спровођења горенаведених прописа
- у областима из свог делокруга прати, надзире и помаже рад установа и јавних служби чији је оснивач АП Војводина
- остварање међурегионалне сарадње на пројектима од интереса за развој културе на територији АП Војводине
- покретање поступака за утврђивање непокретних културних добара на територији АП Војводине
- утврђује услове за предузимање мера техничке заштите и других радова на непокретним културним добрима, када за територију АП Војводине пројекат и документацију за те радове израђује завод за заштиту споменика културе
- обавештавање у законском року Покрајински завод за заштиту споменика културе у Новом Саду о утврђеним условима, када те услове утврђује завод с територије АП Војводине
- дајење сагласност на пројекат и документацију за предузимање мера техничке заштите и других радова на непокретним културним добрима, када пројекат и документацију израђује завод за заштиту споменика културе с територије АП Војводине
- дајење мишљење о нацртима просторних и урбанистичких планова за територију АП Војводине и обавештава надлежни орган ако план нема прописану садржину
- у области заштите културних добара, кинематографије, задужбина, фондова и фондација, библиотечке делатности, издавања публикација и заштите права интелектуалне својине и ауторских и сродних права и предузимања мера против пиратерије, у складу са законом, обавља поверене послове државне управе који су законом поверени органима АП Војводине
- обављање послова покрајинске управе у области јавног информисања и медија који се односе на припрему аката за Скупштину и Покрајинску владу којима се уређују питања од покрајинског значаја
- утврђује јавни интерес грађана АП Војводине у области јавног информисања и медија и доноси стратегија развоја у области јавног информисања, на територији АП Војводине, у складу с републичком стратегијом у области јавног информисања
- праћење и утврђивање стања у области јавног информисања и обавља послове који се односе на унапређивање и подстицање јавног информисања на територији АП Војводине
- обезбеђивање средства и друге услове за остваривање јавног интереса у области јавног информисања, распоређује средства на основу спроведених јавних конкурса и појединачних давања, на основу принципа о додели државне помоћи и заштити конкуренције, без дискриминације
- обезбеђивање средства или друге услове за рад медија који објављују информације на језицима мањинских националних заједница у складу са законом; обезбеђује део средстава или других услова за несметано коришћење права лица с посебним потребама, ради несметаног примања информација намењених јавности
- обезбеђивање део средстава за финансирање делатности јавног медијског сервиса и то за пројекте намењене развоју нових технологија, дигитализацији архива, пројекте дигитализације технолошке опреме, развоја нових дистрибутивних сервиса у складу с могућностима које доноси дигитализација и друге пројекте од посебног друштвеног значаја у складу са законом којим се регулише јавно информисање, и у складу са законом, у Регистар медија доставља податке о износу новчаних средстава која је секретаријат одобрио јавним гласилима
- обављање послове који се односе на обезбеђивање јавности рада покрајинских органа и организација
- праћење писане и електронске медије, припрема и израђује прегледе њихових садржаја и сачињава анализе
- издавање публикација о АП Војводини
- обављање извршне, стручне и развојне послове покрајинске управе и врши надзор над спровођењем прописа о јавном информисању и медијима, као поверени посао
- праћење и сагледавање стања у области вера, цркава и верских заједница, остварује сарадњу с њима, те предузима мере којима се помаже њихова делатност коју обављају у јавном интересу, у складу са законом и обезбеђује средства за финансирање цркава и верских заједница, у складу са законом
- остваривање сарадње са републичким органима и органима локалне самоуправе и обавља друге послове, када му је то законом, покрајинском скупштинском одлуком или другим прописом поверено